# All-Star Game da NBA de 2017
O All-Star Game da NBA de 2017 foi uma partida de exibição de basquete realizada em 19 de fevereiro de 2017 durante a temporada da NBA de 2016-17. Foi a 66.ª edição do All-Star Game da NBA e foi disputado no Smoothie King Center em New Orleans, casa do New Orleans Pelicans. A Conferência Oeste derrotou a Conferência Leste por 192-182. Anthony Davis foi nomeado o MVP do All-Star Game após marcar 52 pontos, o maior número de pontos já marcado por um jogador em um All-Star Game até aquele momento. O jogo foi transmitido nacionalmente pela TNT e TBS nos Estados Unidos.
A NBA inicialmente planejou realizar o All-Star Game de 2017 no Spectrum Center em Charlotte, Carolina do Norte, casa do Charlotte Hornets; teria sido a segunda vez que Charlotte sediaria o All-Star Game, após o evento de 1991 no agora demolido Charlotte Coliseum. Em 19 de agosto de 2016, a NBA decidiu mover o evento para New Orleans, devido à controvérsia em torno da "lei dos banheiros" da Carolina do Norte, comumente conhecida como HB2. Foi o primeiro grande evento esportivo nos Estados Unidos a ser realocado por razões políticas desde 1990; naquela ocasião, a National Football League (NFL) realocou o Super Bowl XXVII de Tempe, Arizona, porque o estado não reconhecia o Dia de Martin Luther King.

## Mudança
A Lei de Privacidade e Segurança de Instalações Públicas/HB2 se tornou lei em março de 2016. Entre outras coisas, proibiu os governos das cidades da Carolina do Norte de aprovarem decretos que protejam os membros da comunidade LGBT contra discriminação. Charlotte já havia aprovado tal decreto em fevereiro de 2016. No entanto, quando o HB2 entrou em vigor, esse decreto foi anulado. Consequentemente, começaram a surgir discussões sobre a possibilidade da National Basketball Association (NBA) retirar seu All-Star Game de Charlotte.
Fatores que contribuíram para essa ameaça de realocação incluíam o fato de que, entre todas as principais ligas esportivas profissionais, a NBA supostamente tem a maior base de fãs LGBT. Além disso, a base de fãs da NBA tende a ser muito mais jovem e os americanos mais jovens são mais favoráveis aos direitos LGBT.
Nos dias após a assinatura do HB2, Dallas e especialmente Atlanta sugeriram que poderiam sediar o evento se a NBA o removesse de Charlotte. Atlanta fez sua sugestão pública à NBA menos de uma semana após a aprovação do HB2, mencionando que havia vetado um projeto de lei semelhante e teve sucesso em sediar outros grandes eventos de tamanho semelhante. Em resposta, no entanto, a NBA manteve o evento em Charlotte. Em 5 de abril, o analista da NBA e ex-jogador, Charles Barkley, expressou seu apoio à mudança do All-Star Game. Ele se juntou a outros jornalistas, incluindo jornalistas do The Guardian e do The Washington Post, que aconselharam a NBA a fazer o mesmo.
Em 10 de abril, um grupo de seis senadores dos EUA escreveu ao comissário da NBA, Adam Silver, pedindo para mover o jogo em resposta ao HB2. O técnico do Detroit Pistons, Stan Van Gundy, também se manifestou a favor da mudança do jogo. Dois dias depois, uma membro do conselho municipal de Oakland anunciou sua intenção de que a cidade sediasse o evento, novamente usando o HB2 como o principal motivo para mover o jogo.
Durante as reuniões dos donos, a NBA anunciou que não tinha planos de remover o jogo de Charlotte e não votou para fazê-lo; no entanto, Silver disse que o HB2 continuava sendo um problema e, de acordo com um comunicado oficial, também estava preocupado com a capacidade de Charlotte de sediar o evento devido ao HB2. Silver falou novamente sobre o assunto em 21 de abril, ele afirmou que a NBA preferiria trabalhar com os governos estadual e municipal para ajudar a mudar a lei, em vez de emitir uma declaração definitiva. No entanto, ele também deixou claro que o jogo seria movido se o HB2 não fosse alterado.
Em 2 de junho, Silver se reuniu com repórteres para discutir o futuro do evento, afirmando que a liga estava "considerando alternativas"; no entanto, ele continuou dizendo: "Não seria produtivo traçar uma linha e seguir em frente se eu não achasse que havia discussões construtivas acontecendo na Carolina do Norte neste momento." Seis dias depois, Barkley voltou a falar sobre o assunto, apenas repetindo sua opinião de que o jogo deveria ser movido. Em 12 de julho, a Associated Press relatou que várias empresas de tecnologia bem conhecidas haviam escrito uma carta a Silver pedindo para mover o jogo, usando o HB2 como principal razão para isso. Silver deu uma atualização mais tarde naquele dia, durante uma conferência da liga, novamente dizendo que não havia sido tomada nenhuma decisão sobre a mudança do jogo. No entanto, ele afirmou: "O calendário não está a nosso favor." Silver também disse que a decisão final seria tomada até o final do verão.
Em 21 de julho, a NBA retirou o All-Star Game de Charlotte e Nova Orleães emergiu como a principal candidata para substituí-la. A cidade já havia sediado o evento em 2008 e 2014. Em 19 de agosto, a NBA selecionou Nova Orleães como a nova sede para sediar o All-Star Game.
Os preços dos ingressos despencaram antes do All-Star Weekend. De acordo com dados compilados pela empresa de pesquisa de mercado de revenda de ingressos TicketIQ, o preço do ingresso mais barato disponível no mercado de revenda dois dias antes do jogo estava 71% mais baixo em comparação com o All-Star Game anterior em Toronto. Jesse Lawrence, fundador e CEO da TicketIQ, mencionou a 'fadiga do All-Star' como uma possível razão para o declínio, considerando que a cidade já havia sediado recentemente o jogo.

## All-Star Game

### Treinadores
O Golden State Warriors tiveram o melhor recorde na Conferência Oeste, o que fez de Steve Kerr o treinador principal da Conferência Oeste. Brad Stevens, treinador do Boston Celtics, foi o treinador principal da equipe da Conferência Leste. Enquanto o Cleveland Cavaliers tinha o melhor recorde na Conferência Leste na época, o treinador Tyronn Lue não pôde treinar no All-Star Game de 2017, porque já havia treinado o time em 2016. A honra, portanto, foi concedida ao treinador da equipe que estava em segundo lugar na época, o Boston Celtics.

### Elencos
Os elencos do evento são selecionados através de um processo de votação. Pela primeira vez, os titulares são escolhidos não apenas pelos fãs, mas também pela mídia e pelos jogadores atuais da NBA. Os fãs representam 50% dos votos e os jogadores da NBA e a mídia representam cada um 25% dos votos. Os dois armadores e três jogadores de frente que recebem os totais de votos acumulados mais altos são nomeados os titulares. Os treinadores da NBA votam nos reservas para suas respectivas conferências, nenhum dos quais pode ser jogador de seu próprio time. Cada treinador seleciona dois armadores, três jogadores de frente e dois wild cards, com cada jogador selecionado classificado em ordem de preferência dentro de cada categoria. Se um jogador multi-posicional for selecionado, os treinadores são encorajados a votar no jogador na posição que seria "mais vantajosa para o time", independentemente de onde o jogador foi listado na cédula do jogo ou na posição listada nas estatísticas de jogo.
Os titulares do All-Star Game foram anunciados em 19 de janeiro de 2017. Kyrie Irving, do Cleveland Cavaliers, e DeMar DeRozan, do Toronto Raptors, foram nomeados os titulares da dupla de armadores no Leste, conquistando suas quarta e terceira seleções para o All-Star Game, respectivamente. LeBron James foi nomeado titular em seu 13.º jogo, empatando com Dirk Nowitzki com o maior número de seleções entre os jogadores ativos. Ao lado de James estavam Jimmy Butler, do Chicago Bulls, em sua terceira seleção consecutiva, e Giannis Antetokounmpo, do Milwaukee Bucks, em sua primeira seleção no All-Star Game, sendo o primeiro jogador dos Bucks a ser nomeado um all-star desde Michael Redd em 2004. Giannis tornou-se o primeiro jogador grego a participar do evento.
Stephen Curry, do Golden State Warriors, e James Harden, do Houston Rockets, foram nomeados como a dupla titular de armadores no Oeste, conquistando suas quarta e quinta seleções para o All-Star Game, respectivamente. No frontcourt, Kevin Durant, também dos Warriors, foi nomeado para seu oitavo All-Star Game, ao lado de Kawhi Leonard, do San Antonio Spurs, e Anthony Davis, do New Orleans Pelicans, conquistando suas segunda e quarta seleções para o All-Star Game, respectivamente.
Os reservas do All-Star Game foram anunciadas em 26 de janeiro de 2017. Os reservas do Oeste incluem Russell Westbrook do Oklahoma City Thunder, Klay Thompson e Draymond Green dos Warriors, DeMarcus Cousins do Sacramento Kings, Marc Gasol do Memphis Grizzlies, DeAndre Jordan do Los Angeles Clippers e Gordon Hayward do Utah Jazz. Jordan e Hayward foram selecionados para o All-Star Game pela primeira vez em suas carreiras.
Os reservas do Leste incluem Kyle Lowry do Toronto Raptors, Isaiah Thomas do Boston Celtics, John Wall do Washington Wizards, Paul George do Indiana Pacers, Kevin Love do Cleveland Cavaliers, Paul Millsap do Atlanta Hawks e Kemba Walker do Charlotte Hornets, que foi selecionado para o All-Star Game pela primeira vez em sua carreira. Carmelo Anthony do New York Knicks foi nomeado como substituto de Kevin Love devido a uma lesão no joelho de Love.
| Pos                                      | Jogador               | Time                | Seleções  |
| Titulares                                | Titulares             | Titulares           | Titulares |
| ---------------------------------------- | --------------------- | ------------------- | --------- |
| G                                        | Kyrie Irving          | Cleveland Cavaliers | 4         |
| G                                        | DeMar DeRozan         | Toronto Raptors     | 3         |
| F                                        | LeBron James          | Cleveland Cavaliers | 13        |
| F                                        | Jimmy Butler          | Chicago Bulls       | 3         |
| F/G                                      | Giannis Antetokounmpo | Milwaukee Bucks     | 1         |
| Reservas                                 |                       |                     |           |
| G                                        | Isaiah Thomas         | Boston Celtics      | 2         |
| G                                        | John Wall             | Washington Wizards  | 4         |
| F/C                                      | Kevin Love            | Cleveland Cavaliers | 4         |
| F                                        | Carmelo Anthony       | New York Knicks     | 10        |
| G                                        | Kyle Lowry            | Toronto Raptors     | 3         |
| F                                        | Paul George           | Indiana Pacers      | 4         |
| G                                        | Kemba Walker          | Charlotte Hornets   | 1         |
| F                                        | Paul Millsap          | Atlanta Hawks       | 4         |
| Treinador: Brad Stevens (Boston Celtics) |                       |                     |           |

| Pos                                           | Jogador           | Time                  | Seleções  |
| Titulares                                     | Titulares         | Titulares             | Titulares |
| --------------------------------------------- | ----------------- | --------------------- | --------- |
| G                                             | Stephen Curry     | Golden State Warriors | 4         |
| G                                             | James Harden      | Houston Rockets       | 5         |
| F                                             | Kevin Durant      | Golden State Warriors | 8         |
| F                                             | Kawhi Leonard     | San Antonio Spurs     | 2         |
| F/C                                           | Anthony Davis     | New Orleans Pelicans  | 4         |
| Reservas                                      |                   |                       |           |
| G                                             | Russell Westbrook | Oklahoma City Thunder | 6         |
| G                                             | Klay Thompson     | Golden State Warriors | 3         |
| F                                             | Draymond Green    | Golden State Warriors | 2         |
| C                                             | DeMarcus Cousins  | Sacramento Kings      | 3         |
| C                                             | Marc Gasol        | Memphis Grizzlies     | 3         |
| C                                             | DeAndre Jordan    | Los Angeles Clippers  | 1         |
| F                                             | Gordon Hayward    | Utah Jazz             | 1         |
| Treinador: Steve Kerr (Golden State Warriors) |                   |                       |           |

### Jogo
| 29 de Fevereiro de 2017 7:30 p.m. ET | Boxscore | Oeste 192, Leste 182                                 | Oeste 192, Leste 182 | Oeste 192, Leste 182                                                   |  | Smoothie King Center, Nova Orleães Público: 15,701 Árbitros: * Ken Mauer - Ed Malloy - Tom Washington | TNT |
| 29 de Fevereiro de 2017 7:30 p.m. ET | Boxscore | Placar por quarto: 53–48, 39–49, 47–47, 43–48        |                      |                                                                        |  | Smoothie King Center, Nova Orleães Público: 15,701 Árbitros: * Ken Mauer - Ed Malloy - Tom Washington | TNT |
| 29 de Fevereiro de 2017 7:30 p.m. ET | Boxscore | Pts: Antetokounmpo 30 Rbts: Irving 7 Asts: Irving 14 |                      | Pts: Davis 52 Rbts: Davis, Durant, Gasol 10 cada Asts: James Harden 12 |  | Smoothie King Center, Nova Orleães Público: 15,701 Árbitros: * Ken Mauer - Ed Malloy - Tom Washington | TNT |

## All-Star Weekend

### Jogo de celebridades
O Jogo das Celebridades de 2017 foi realizado na sexta-feira, 17 de fevereiro de 2017, no Mercedes-Benz Superdome.
O jogo foi um confronto entre o Time Leste e o Time Oeste, treinados pelos apresentadores do SportsCenter, Michael Smith e Jemele Hill, respectivamente. O jogo contou com 23 jogadores, incluindo os atores Ansel Elgort, Caleb McLaughlin e Romeo Miller, além do apresentador de TV, Nick Cannon. O jogo também incluiu duas lendas da NBA, Jason Williams e Baron Davis, bem como Lindsay Whalen e Candace Parker da WNBA.
O jogo acabou sendo o segundo mais desequilibrado na história do evento até hoje. Os 88 pontos do Time Leste foram os maiores já marcados por uma equipe e sua margem de vitória de 29 pontos foi a segunda maior já registrada. Apesar de Win Butler, jogador do Time Leste e MVP do ano anterior, ter marcado 22 pontos e 11 rebotes, seu colega de equipe Brandon Armstrong ganhou o prêmio de MVP com 16 pontos e 15 rebotes.
| Jogador                                  | Profissão               |
| ---------------------------------------- | ----------------------- |
| Brandon Armstrong                        | Ex-Jogador              |
| Win Butler (3)                           | Músico                  |
| Nick Cannon (9)                          | Ator/Rapper             |
| Rachel DeMita                            | NBA2K TV                |
| Ansel Elgort (2)                         | Ator                    |
| Marc Lasry (2)                           | Dono do Milwaukee Bucks |
| Caleb McLaughlin                         | Ator                    |
| Peter Rosenberg                          | Personalidade da Midia  |
| Oscar Schmidt                            | Ex-Jogador              |
| Lindsay Whalen                           | Jogadora da WNBA        |
| Jason Williams                           | Ex-Jogador              |
| Kris Wu (2)                              | Ator/Cantor             |
| Treinador: Jemele Hill (apresentador)    |                         |
| Assistente: Kyle Lowry (Toronto Raptors) |                         |
| Assistente: Fat Joe (rapper)             |                         |
| Assistente: DJ Khaled (rapper)           |                         |

| Jogador                                            | Profissão                |
| -------------------------------------------------- | ------------------------ |
| Mark Cuban (2)                                     | Dono do Dallas Mavericks |
| Baron Davis                                        | Ex-Jogador               |
| Andy Grammer                                       | Músico                   |
| Jiang Jinfu                                        | Ator/Modelo              |
| Anthony Mackie                                     | Ator                     |
| Romeo Miller (3)                                   | Ator                     |
| Hasan Minhaj                                       | Comediante               |
| Nneka Ogwumike                                     | Jogadora da WNBA         |
| Master P (2)                                       | Ator/Rapper              |
| Candace Parker                                     | Jogadora da WNBA         |
| Aarón Sánchez                                      | Chef                     |
| Treinador: Michael Smith (apresentador)            |                          |
| Assistente: Draymond Green (Golden State Warriors) |                          |
| Assistente: Rocsi Diaz (Personalidade de TV)       |                          |

### Desafio de Estrelas em Ascensão
| Pos.                                           | Nac.                             | Jogador            | Time                  | Ano          |
| ---------------------------------------------- | -------------------------------- | ------------------ | --------------------- | ------------ |
| C                                              | Cameroon                         | Joel Embiid        | Philadelphia 76ers    | Novato       |
| G                                              | Australia                        | Danté Exum         | Utah Jazz             | Segundanista |
| G                                              | The Bahamas                      | Buddy Hield        | New Orleans Pelicans  | Novato       |
| C/F                                            | Serbia                           | Nikola Jokić       | Denver Nuggets        | Segundanista |
| F                                              | Canada                           | Trey Lyles         | Utah Jazz             | Segundanista |
| G                                              | Democratic Republic of the Congo | Emmanuel Mudiay    | Denver Nuggets        | Segundanista |
| G                                              | Canada                           | Jamal Murray       | Denver Nuggets        | Novato       |
| F/C                                            | Latvia                           | Kristaps Porziņģis | New York Knicks       | Segundanista |
| F                                              | Lithuania                        | Domantas Sabonis   | Oklahoma City Thunder | Novato       |
| F                                              | Croatia                          | Dario Šarić        | Philadelphia 76ers    | Novato       |
| G                                              | Spain                            | Álex Abrines       | Oklahoma City Thunder | Novato       |
| C                                              | Spain                            | Willy Hernangómez  | New York Knicks       | Novato       |
| Head coach: Mike Brown (Golden State Warriors) |                                  |                    |                       |              |

| Pos.                                       | Nac.               | Jogador                | Time         | Ano |
| ------------------------------------------ | ------------------ | ---------------------- | ------------ | --- |
| G                                          | Devin Booker       | Phoenix Suns           | Segundanista |     |
| G                                          | Malcolm Brogdon    | Milwaukee Bucks        | Novato       |     |
| F                                          | Marquese Chriss    | Phoenix Suns           | Novato       |     |
| F                                          | Brandon Ingram     | Los Angeles Lakers     | Novato       |     |
| C                                          | Frank Kaminsky     | Charlotte Hornets      | Segundanista |     |
| C                                          | Jahlil Okafor      | Philadelphia 76ers     | Segundanista |     |
| G                                          | D'Angelo Russell   | Los Angeles Lakers     | Segundanista |     |
| G                                          | Jonathon Simmons   | San Antonio Spurs      | Segundanista |     |
| C                                          | Karl-Anthony Towns | Minnesota Timberwolves | Segundanista |     |
| C/F                                        | Myles Turner       | Indiana Pacers         | Segundanista |     |
| Head coach: Jay Larrañaga (Boston Celtics) |                    |                        |              |     |

### Desafio de habilidades
| Pos. | Jogador            | Equipe               |
| ---- | ------------------ | -------------------- |
| C    | Joel Embiid        | Philadelphia 76ers   |
| F/C  | Antonio Davis      | New Orleans Pelicans |
| F/C  | Kristaps Porziņģis | Nova York Knicks     |
| C    | DeMarcus Cousins   | Sacramento Kings     |
| C    | Nikola Jokić       | Denver Nuggets       |
| F    | Gordon Hayward     | Utah Jazz            |
| G    | Devin Booker       | Phoenix Suns         |
| G    | John Wall          | Washington Wizards   |
| G    | Isaías Thomas      | Boston Celtics       |

|  | Quartas de final              | Quartas de final              | Quartas de final              |                               |                               | Semifinais                    | Semifinais | Semifinais |  |  | Final | Final | Final |  |
|  |                               |                               |                               |                               |                               |                               |            |            |  |  |       |       |       |  |
|  | John Wall (Washington)        | John Wall (Washington)        | X                             |                               |                               |                               |            |            |  |  |       |       |       |  |
|  | John Wall (Washington)        | John Wall (Washington)        | X                             |                               |                               |                               |            |            |  |  |       |       |       |  |
|  | Gordon Hayward (Utah)         | Gordon Hayward (Utah)         | O                             |                               |                               |                               |            |            |  |  |       |       |       |  |
|  | Gordon Hayward (Utah)         | Gordon Hayward (Utah)         | O                             |                               | Gordon Hayward (Utah)         | Gordon Hayward (Utah)         | O          |            |  |  |       |       |       |  |
|  |                               |                               |                               |                               | Gordon Hayward (Utah)         | Gordon Hayward (Utah)         | O          |            |  |  |       |       |       |  |
|  |                               |                               | Isaiah Thomas (Boston)        | Isaiah Thomas (Boston)        | X                             |                               |            |            |  |  |       |       |       |  |
|  | Isaiah Thomas (Boston)        | Isaiah Thomas (Boston)        | Isaiah Thomas (Boston)        | Isaiah Thomas (Boston)        | X                             | O                             |            |            |  |  |       |       |       |  |
|  | Isaiah Thomas (Boston)        | Isaiah Thomas (Boston)        |                               |                               |                               |                               |            |            |  |  |       |       |       |  |
|  | Devin Booker (Phoenix)        | Devin Booker (Phoenix)        | X                             |                               |                               |                               |            |            |  |  |       |       |       |  |
|  | Devin Booker (Phoenix)        | Devin Booker (Phoenix)        | X                             |                               | Gordon Hayward (Utah)         | Gordon Hayward (Utah)         | X          |            |  |  |       |       |       |  |
|  |                               |                               |                               |                               |                               |                               |            |            |  |  |       |       |       |  |
|  |                               |                               | Kristaps Porziņģis (New York) | Kristaps Porziņģis (New York) | O                             |                               |            |            |  |  |       |       |       |  |
|  | DeMarcus Cousins (Sacramento) | DeMarcus Cousins (Sacramento) | Kristaps Porziņģis (New York) | Kristaps Porziņģis (New York) | O                             | X                             |            |            |  |  |       |       |       |  |
|  | DeMarcus Cousins (Sacramento) | DeMarcus Cousins (Sacramento) |                               |                               |                               |                               |            |            |  |  |       |       |       |  |
|  | Kristaps Porziņģis (New York) | Kristaps Porziņģis (New York) | O                             |                               |                               |                               |            |            |  |  |       |       |       |  |
|  | Kristaps Porziņģis (New York) | Kristaps Porziņģis (New York) | O                             |                               | Kristaps Porziņģis (New York) | Kristaps Porziņģis (New York) | O          |            |  |  |       |       |       |  |
|  |                               |                               |                               |                               | Kristaps Porziņģis (New York) | Kristaps Porziņģis (New York) | O          |            |  |  |       |       |       |  |
|  |                               |                               | Nikola Jokić (Denver)         | Nikola Jokić (Denver)         | X                             |                               |            |            |  |  |       |       |       |  |
|  | Anthony Davis (New Orleans)   | Anthony Davis (New Orleans)   | Nikola Jokić (Denver)         | Nikola Jokić (Denver)         | X                             | X                             |            |            |  |  |       |       |       |  |
|  | Anthony Davis (New Orleans)   | Anthony Davis (New Orleans)   |                               |                               |                               |                               |            |            |  |  |       |       |       |  |
|  | Nikola Jokić (Denver)         | Nikola Jokić (Denver)         | O                             |                               |                               |                               |            |            |  |  |       |       |       |  |

### Concurso de três pontos
| Pos. | Jogador         | Equipe                 | Primeiro round | Rodada final |
| ---- | --------------- | ---------------------- | -------------- | ------------ |
| G    | Eric Gordon     | Houston Rockets        | 24             | 20 (21)      |
| G    | Kyrie Irving    | Cleveland Cavaliers    | 20             | 20 (18)      |
| G    | Kemba Walker    | Charlotte Hornets      | 19             | 17           |
| G/F  | Nick Young      | Los Angeles Lakers     | 18             | —            |
| G    | Klay Thompson   | Golden State Warriors  | 18             | —            |
| G    | Wesley Matthews | Dallas Mavericks       | 11             | —            |
| G    | CJ McCollum     | Portland Trail Blazers | 10             | —            |
| G    | Kyle Lowry      | Toronto Raptors        | 9              | —            |

### Concurso de enterrada
| Pos. | Jogador            | Equipe               | Primeiro round | Rodada final |
| ---- | ------------------ | -------------------- | -------------- | ------------ |
| G    | Glenn Robinson III | Indiana Pacers       | 91 (50+41)     | 94 (44+50)   |
| F    | Derrick Jones Jr.  | Phoenix Suns         | 95 (45+50)     | 87 (37+50)   |
| C    | DeAndre Jordan     | Los Angeles Clippers | 84 (41+43)     | -            |
| F    | Aaron Gordon       | Orlando Magic        | 72 (38+34)     | -            |